# Chloropteryx punctata
Chloropteryx punctata är en fjärilsart som beskrevs av W. Warren 1904. Chloropteryx punctata ingår i släktet Chloropteryx och familjen mätare. Inga underarter finns listade i Catalogue of Life.